# 쑤주룽
쑤주룽(중국어 정체자: 蘇主榮, 병음: Sū Zhûróng, 한자음: 소주영, 1956년 ~ )은 중화민국의 의사로, 로마린다 대학교에서 공부했다.
남편은 중화민국 입범위원 쑤칭취안이며 슬하에 3자 1녀를 두고 있다.